# Аугсбурзький трамвай
48°22′01″ пн. ш. 10°53′51″ сх. д. / 48.3669° пн. ш. 10.8975° сх. д.
Аугсбурзький трамвай (нім. Straßenbahn Augsburg) — трамвайна мережа, що працює в німецькому місті Аугсбург, друга за довжиною трамвайна мережа Баварії після Мюнхена. 
Мережа має довжину 49,8 км та п'ять ліній, плюс дві спеціальні. 
Межі міста перетинає у трьох місцях. 
Лінія 2 і лінія 6 прямують до Штадтбергена, а лінія 6 прямує до Фрідбергу. 

## Історія
Перші трамваї на вулицях Аугсбурга з'явилися в 1881 році, це були кінні трамваї, що рухалися коліями шириною 1000 мм. 
Вони курсували маршрутами завдовжки 16,4 км. 
У наступні роки мережа кінних трамваїв розширювалася, поки їх не замінили електричні трамваї. 
Остаточно 31 серпня 1898 р. кінні трамваї були ліквідовані. 
В 1908 р. місто викупило приватні компанії, що експлуатували трамваї. 
Тоді було в експлуатації 40 моторних і 14 причіпних вагонів. 
У наступні роки розширення маршрутів було продовжено. 
Під час Другої світової війни трамвайна інфраструктура сильно постраждала.
Після війни перші трамваї вийшли на вулиці Аугсбурга в червні 1945 року. 
В 1960-х роках лінії 5 і 6 були закриті й замінені автобусами. 
В 1993 році відкрито нову лінію No 3. 
У 2006 році прийнято програму відродження та розширення трамвайного сполучення. 
Згідно програми мало бути модернізовано головний трамвайний вузол Кенігсплац, побудувано дві нові лінії 5 і 6 і подовжено лінію 1. 
З 26 травня 2010 року безконтактна система електропостачання Primove від Bombardier Transportation була випробувана в Аугсбурзі. 
12 грудня 2010 року відкрито новий маршрут до Фрідберг-Вест завдовжки 5,2 км, на якому лінія No 6 курсує від залізничного вокзалу. 
Будівельні роботи з продовження лінії 3 від колишньої кінцевої станції на Іннінгер-штрассе до центру Кенігсбрунна, які розпочалися восени 2019 року, завершилися у 2021 році.

## Лінії
В Аугсбурзі є п'ять ліній:
- 1: Геггінген — Новий Східний цвинтар (Лехгаузен);
- 2: Гаунштеттен-Північ — P+R Аугсбург-Захід;
- 3: Кенігсбрунн-Центр — Аугсбург-Головний;
- 4: Аугсбург-Головний — P+R Обергаузен-Північ;
- 6: Штадтберген — P+R Фридберг-Захід;

і 2 додаткових:
- 8: Аугсбург-Головний — Аугсбург-Арена, що обслуговується у дні матчів[1];
- 9: Аугсбург-Головний — Мессе обслуговується у дні виставок.[1]

У місті є одне трамвайне депо. У другому, меншому – музей трамваїв.

## Рухомий склад
Станом на 2019 рік парк трамвайної мережі Аугсбурга складається з трьох трамваїв MAN M8C, 11 трамваїв ADtranz GT6M, 41 трамвая Siemens Combino типу NF8 та 27 трамваїв Bombardier Flexity типу Cityflex CF8. 

Stadler постачає 11 нових одиниць Tramlink на заміну трамваям M8C і GT6M. 
Введення в експлуатацію заплановано на 2024 рік 
.